# Dongfeng KX
Dongfeng KX або Dongfeng Kinland Flagship — сімейство важких вантажівок китайської компанії Dongfeng Motor, що виготовляється з 2014 року.

## Опис
На автосалоні IAA 2014 року відбулася європейська прем'єра флагманського тягача компанії Dongfeng, який для експортних ринків називається KX. Дебют цієї моделі в Китаї відбувся під час автосалону в Шанхаї. На місцевому ринку модель отримала назву Kinland Flagship, що перекладається як "флагман". У процесі створення брав концерн Volvo, якому належить 45% акцій компанії Dongfeng. І якщо механічна коробка передач VT2214B тут дійсно від Volvo, то роботизована несе марку ZF AS Tronic.
Новий двигун робочий об'єм 13,0 л - спільне виробництво Dongfeng-Cummins: він розвиває 456 або 486 к.с. і відповідають норми Євро-4 або Євро-5. А дизайн оригінальної кабіна займалася італійське ательє UP-Design. Розробка машини тривала два роки.
На виставці IAA був показаний магістральний тягач Dongfeng KX моделі DFH4250C (6х4).

## Модифікації
- Dongfeng DFH4250C (6х4) — сідловий тягач з колісною базою 3300 + 1350 мм. Двигун Cummins ISZ480 50 480 к.с. При спорядженій масі 10200 кг його повна маса становить 25000 кг.